# Afrikanische Waldspitzmäuse
Die Afrikanischen Waldspitzmäuse (Myosorex) sind eine im mittleren und südlichen Afrika lebende Spitzmausgattung mit rund 15 Arten.

## Allgemeines
Das Fell dieser Spitzmäuse ist weich und seidig, seine Färbung variiert von gelbbraun über grau bis schwarz und erweckt einen gesprenkelten Eindruck. Mit einer Kopfrumpflänge von 60 bis 110 Millimetern und bis zu 23 Gramm Gewicht zählen sie zu den kleineren Vertretern ihrer Familie.
Das Verbreitungsgebiet der Afrikanischen Waldspitzmäuse reicht von Kamerun und Uganda bis Südafrika. Ihr Lebensraum sind feuchte Wald- und Buschregionen.
Diese Tiere können sowohl tag- als auch nachtaktiv sein. Sie errichten Baue, die sie mit Gräsern auskleiden und leben außerhalb der Paarungszeit einzelgängerisch. Ihre Nahrung besteht aus Insekten, aber auch kleinen Säugetieren und Vögeln.
Aufgrund der Zerstörung ihres Lebensraums gelten mehrere Arten als gefährdet. Die IUCN listet zwei Arten, M. eisentrauti und M. rumpii als „vom Aussterben bedroht“ (critically endangered).

## Die Arten
Die Gattung der Afrikanischen Waldspitzmäuse umfasst 16 Arten. Congosorex und die Maulwurfspitzmäuse (Surdisorex), die früher als Untergattungen geführt wurden, gelten heute als eigenständige Gattungen.
- Myosorex babaulti ist nur von wenigen Fundorten um den Kivusee bekannt und gilt als gefährdet.
- Myosorex blarina bewohnt nur das Ruwenzori-Gebirge.
- Myosorex cafer ist von Simbabwe und Mosambik bis Südafrika verbreitet.
- Myosorex eisentrauti ist auf der Insel Bioko endemisch und gilt als vom Aussterben bedroht.
- Myosorex geata lebt nur im südwestlichen Tansania.
- Myosorex kabogoensis[1]
- Myosorex kihaulei wurde erst im Jahr 2000 wissenschaftlich beschrieben und ist auf das südliche Tansania beschränkt.
- Myosorex longicaudatus bewohnt ein kleines Gebiet nahe der südafrikanischen Stadt Knysna.
- Myosorex meesteri[2]
- Myosorex okuensis lebt in einem kleinen Gebiet in Kamerun und gilt als bedroht.
- Myosorex rumpii ist nur von einem einzigen Exemplar bekannt, das in Kamerun entdeckt wurde. Die Art gilt als vom Aussterben bedroht.
- Myosorex schalleri ist ebenfalls nur von einem Exemplar aus der Demokratischen Republik Kongo bekannt. Der Gefährdungsgrad dieser Art ist nicht bekannt.
- Myosorex sclateri lebt in der südafrikanischen Provinz KwaZulu-Natal.
- Myosorex tenuis ist auf den Norden Südafrikas beschränkt. Der taxonomische Status dieser Art ist nicht genau bekannt.
- Myosorex varius lebt im südlichen Afrika und ist die am besten erforschte Art dieser Gattung.
- Myosorex zinki ist in den Regionen um den Kilimandscharo endemisch und gilt als gefährdet.